# A97 (Groot-Brittannië)
De A97 is een 84,4 kilometer lange hoofdverkeersweg in Schotland in het Verenigd Koninkrijk.
De weg verbindt  Banff via Huntly met Dinnet.

## Routebeschrijving
De A97 begint aan de rand van Banff op een kruising met de A98 en loopt in zuidwestelijke richting door de dunbevolkte regio Aberdeenshire. De weg loopt langs Aberchirder en sluit ten zuidwesten van Huntly aan op de A96. De A97 loopt door Huntly waarna ze ten zuiden van het stadje de A96 kruist. De A97 loopt verder in zuidwestelijke richting en heeft een samenloop met de A944 waarna de A97 in zuidoostelijke richting loopt en in Dinnet eindigt op een kruising met de A93.

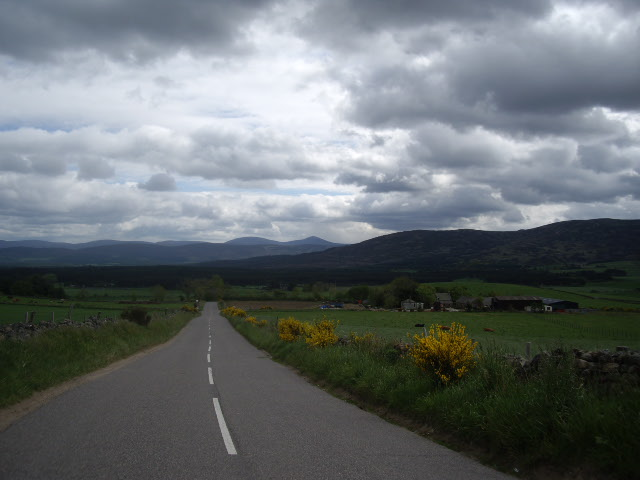
A97 richting Logie Coldstone
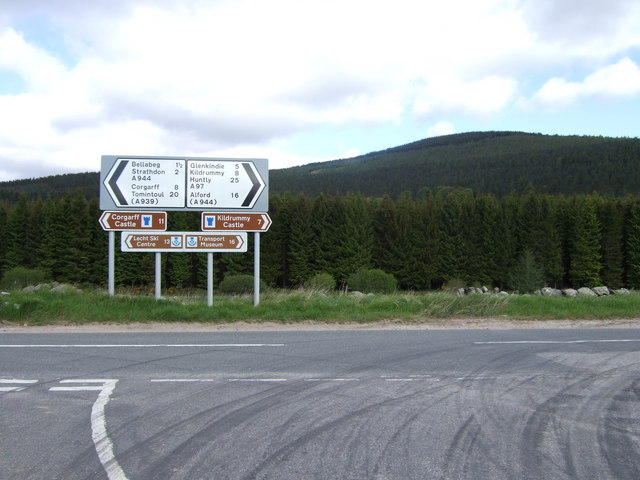
Kruising met de A944
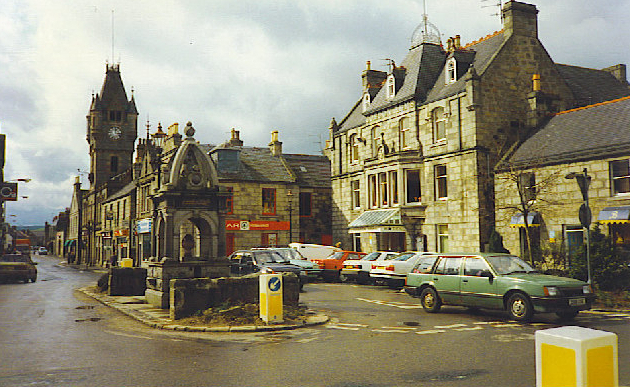
Gordon Square in Huntly